# KissからはじまるMiracle
「KissからはじまるMiracle」（キスからはじまるミラクル）は、日本の女性声優、榎本温子、田中理恵、倉田雅世による声優ユニット・STEEL ANGELSの楽曲。1999年11月3日にシングルとしてポニーキャニオンから発売された。

## 概要
表題曲がテレビアニメ『鋼鉄天使くるみ』のオープニングテーマに使用され、カップリング曲が同アニメのエンディングテーマに使用された。
当時シングルを発売していた榎本温子を除くと、田中理恵と倉田雅世にとっては初のCDシングルリリースとなった。
2001年には田中は本曲をジャズアレンジしてソロセルフカバーし、デビューアルバム『garnet』に収録された。

## チャート成績
初週3,480枚を売り上げ、1999年11月15日付オリコン週間シングルランキングで初登場68位を獲得した。チャート登場回数は1回。

## 収録曲
| 全作詞: 荒川稔久、全作曲・編曲: 佐橋俊彦。 |                                                 |          |            |      |
| #                                          | タイトル                                        | 作詞     | 作曲・編曲 | 時間 |
| 1.                                         | 「KissからはじまるMiracle」                     | 荒川稔久 | 佐橋俊彦   | 3:18 |
| 2.                                         | 「永遠の鋼鉄天使」                              | 荒川稔久 | 佐橋俊彦   | 3:27 |
| 3.                                         | 「KissからはじまるMiracle」(オリジナルカラオケ) | 荒川稔久 | 佐橋俊彦   | 3:18 |
| 4.                                         | 「永遠の鋼鉄天使」(オリジナルカラオケ)          | 荒川稔久 | 佐橋俊彦   | 3:27 |
| 合計時間:                                  | 合計時間:                                       | 13:30    |            |      |

## 収録アルバム
- 『鋼鉄天使くるみ サウンドトラック with STEEL ANGELS』（2000年4月19日）

## KissからはじまるMiracle (2式)
「KissからはじまるMiracle (2式)」（キスからはじまるミラクル・にしき）は、日本の女性声優ユニット、STEEL ANGELSの楽曲。2001年4月25日にシングルとしてm.o.e.から発売された。
原曲のリアレンジバージョンで、『鋼鉄天使くるみ』の続編『鋼鉄天使くるみ2式』のオープニングテーマとして使用された。

### 収録曲
| 全作詞: 荒川稔久、全作曲: 佐橋俊彦。 |                                             |           |            |          |      |
| #                                    | タイトル                                    | 作詞      | 作曲・編曲 | 編曲     | 時間 |
| 1.                                   | 「KissからはじまるMiracle (2式)」           | 荒川稔久  | 佐橋俊彦   | 酒井良   | 3:34 |
| 2.                                   | 「澄んだ青空の向こうに」                    | 荒川稔久  | 佐橋俊彦   | 佐橋俊彦 | 3:57 |
| 3.                                   | 「KissからはじまるMiracle (2式)」(カラオケ) | 荒川稔久  | 佐橋俊彦   |          | 3:35 |
| 4.                                   | 「澄んだ青空の向こうに」(カラオケ)          | 荒川稔久  | 佐橋俊彦   |          | 3:57 |
| 5.                                   | 「KissからはじまるMiracle (2式)」(TVサイズ) | 荒川稔久  | 佐橋俊彦   |          | 1:35 |
| 6.                                   | 「澄んだ青空の向こうに」(TVサイズ)          | 荒川稔久  | 佐橋俊彦   |          | 1:31 |
| 合計時間:                            | 合計時間:                                   | 合計時間: | 18:09      |          |      |

### 収録アルバム
- 『鋼鉄天使くるみ2式 サウンドトラック with STEEL ANGELS I』（2001年7月4日）

## カヴァー
- 石田燿子 - アルバム『ウルトラアニメユーロビートシリーズ パラパラMAX2～THE POWER OF NEW ANIMATION SONGS～』（2000年11月24日発売）に収録されている。
- 田中理恵 - アルバム『garnet』（2001年2月7日発売）に収録されている。
- ピュア天使[メンバー 2] - シングル「笑顔ください」（2002年4月17日発売）に収録されている。テレビドラマ『鋼鉄天使くるみpure』第1シリーズエンディングテーマに起用された。